# Reno (pel·lícula de 1923)

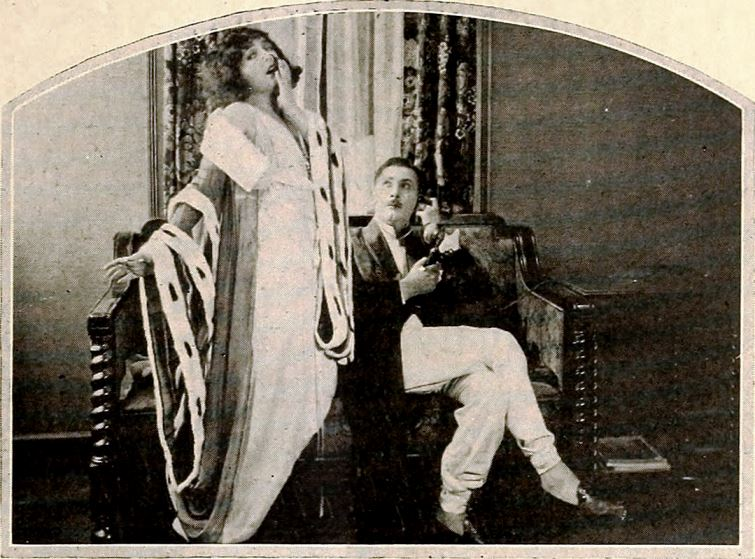
Lew Cody i Carmel Myers en un fotograma publicitari de la pel·lícula aparegut el 1 de desembre de 1923 a la revista Exhibitors Trade Review

Reno és una pel·lícula muda de la Goldwyn Pictures escrita i dirigida per Rupert Hughes i protagonitzada per Helene Chadwick i Lew Cody. Es va estrenar el 9 de desembre de 1923.

## Argument
Roy Tappan es divorcia d'Emily, la seva segona dona, i es casa amb Dora Carson, que s'acaba de divorciar del seu marit. Emily, sense diners i amb dos fills, es casa amb Walter Heath, un antic pretendent però després descobreix que no pot viure amb el seu nou marit perquè el divorci no és legal al seu estat natal. Roy Tappan i la seva nova dona aviat es queden sense diners ja que tots pensaven que l'altre era ric. Quan la seva tia promet donar-li suport a canvi de tenir els seus dos fills a casa els segresta i els amaga a casa de la seva tia. Després que l'Emily i Walter trobin els nens viatgen al parc de Yellowstone on es poden considerar legalment casats. Royn Tappan els segueix i mor després d'una baralla amb Walter quan un guèiser en ebullició el llança a l'aire i el deixa caure sobre les roques de sota.

## Repartiment
- Helene Chadwick (Mrs. Emily Dysart Tappan)
- Lew Cody (Roy Tappan)
- George Walsh (Walter Heath)
- Carmel Myers (Mrs. Dora Carson Tappan)
- Dale Fuller (tieta Alida Kane)
- Hedda Hopper (Mrs. Kate Norton Tappan)
- Kathleen Key (Yvette)
- Rush Hughes (Jerry, germà d’Emily)
- Margerie Bonner (Marjory Towne)
- Robert DeVilbiss (Paul Tappan fill d’Emily)
- Virginia Loomis (Ivy Tappan filla d’Emily)
- Richard Wayne (Arthur Clayton)
- Hughie Mack (jutge de pau)
- Boyce Combe (Hal Carson)
- Victor Potel (detectiu McRae)
- Percy Hemus (Lemile Hake)
- Maxine Elliott Hicks (Mattie Hake)
- Billy Eugene (Tod Hake)
- Adele Watson (Mrs. Tod Hake)
- Evelyn Sherman (Mrs. Towne)
- Jack Curtis (Hod Stoat)
- Patterson Dial (Mrs. Hod Stoat)